# Андрій Лещинський (дерптський воєвода)
Андрій Лещинський гербу Венява (бл. 1606 — весна 1651, Баранув-Сандомирський) — польський державний, військовий діяч Речі Посполитої. Один з очільників протестантів. Представник роду Лещинських.

## Короткий життєпис
Був найстаршим сином белзького воєводи Рафала Лещинського та його дружини Анни Радзімінської, брат підканцлера коронного Богуслава Лещинського. Разом із братом Рафалом навчався в гімназії в Ельблонгу (1619–1623), потім — у Торуні (1623–1624). Під опікою «прецептора» Яна Вундергаста з Марбурга виїхали для навчання за кордон: Франкфурт-на-Одері (1624), Лейпциг (1625), Базель (1625–1630). У Базелі видав друком дисертацію у 1628 році. 8 березня 1641 року став дерптським воєводою — титулярну через знаходження його під контролем шведів. На генеральному синоді в Орлі (тепер Більський повіт (Підляське воєводство) 24 серпня 1644 року був обраний делегатом на «colloquium charitativum» в Торуні. Під час конвокації 1648 року виступав на захист прав протестантів. 1650 року в місті відбувся Синод провінціональний представників протестантських течій, який ухвалив рішення просити магната Андрія Лещинського звернутися з клопотанням («інтервенцією») до короля стосовно захисту їхніх прав і свобод (після погрому в Кракові).
Писав вірші — релігійні та інші; їх не друкував, тому дійшло мало. У них, зокрема, «тверезо» критикував тодішнє суспільне життя.
Був похований 20 квітня 1651 року. Прощальну промову виголосив «міністр» Войцех Венгерський (потім вийшла друком у Лешні під назвою «Pogrzeb Jozyaszow…»).

### Маєтності
Після смерті батька (1636 року) та проведеного поділу його спадку між нащадками — дідич Старого та Нового Чорторийськів, 2-х новозаснованих міст на Волині: Рафалова над річкою Боровою, Любахова — над Стиром. Отримав від батька Дубенське староство, баранівські маєтності в Сандомирському воєводстві.
Опікував кальвінські збори в Романові, Берестечку. Баранув-Сандомирський при ньому став важливим центром протестантського руху. Відзначався значною толерантністю до аріян, представників інших конфесій. Для дружини-католички фундував костел у Чорторийську.

### Сім'я
- Перша дружина — княжна Анна Корецька. Син: Самійло Лещинський.
- Друга дружина — аріанка Катерина Немирич (вдова Павла Криштофа Сенюти, взяла шлюб в році смерті першого чоловіка[8]), яка щедро підтримувала діяльність аріянського збору в Кисилині.
- Третя дружина — Кристина Струсь з Коморова, донька галицького старости Миколая Струся (1-mo voto Калиновська, вдова князя, белзького, руського воєводи Костянтина Вишневецького).